# Sirnoboyo (Pacitan)
Sirnoboyo is een bestuurslaag in het regentschap Pacitan van de provincie Oost-Java, Indonesië. Sirnoboyo telt 4304 inwoners (volkstelling 2010).